# Klutiana takemotoi
Klutiana takemotoi là một loài tò vò trong họ Ichneumonidae.